# Taisir Alluni

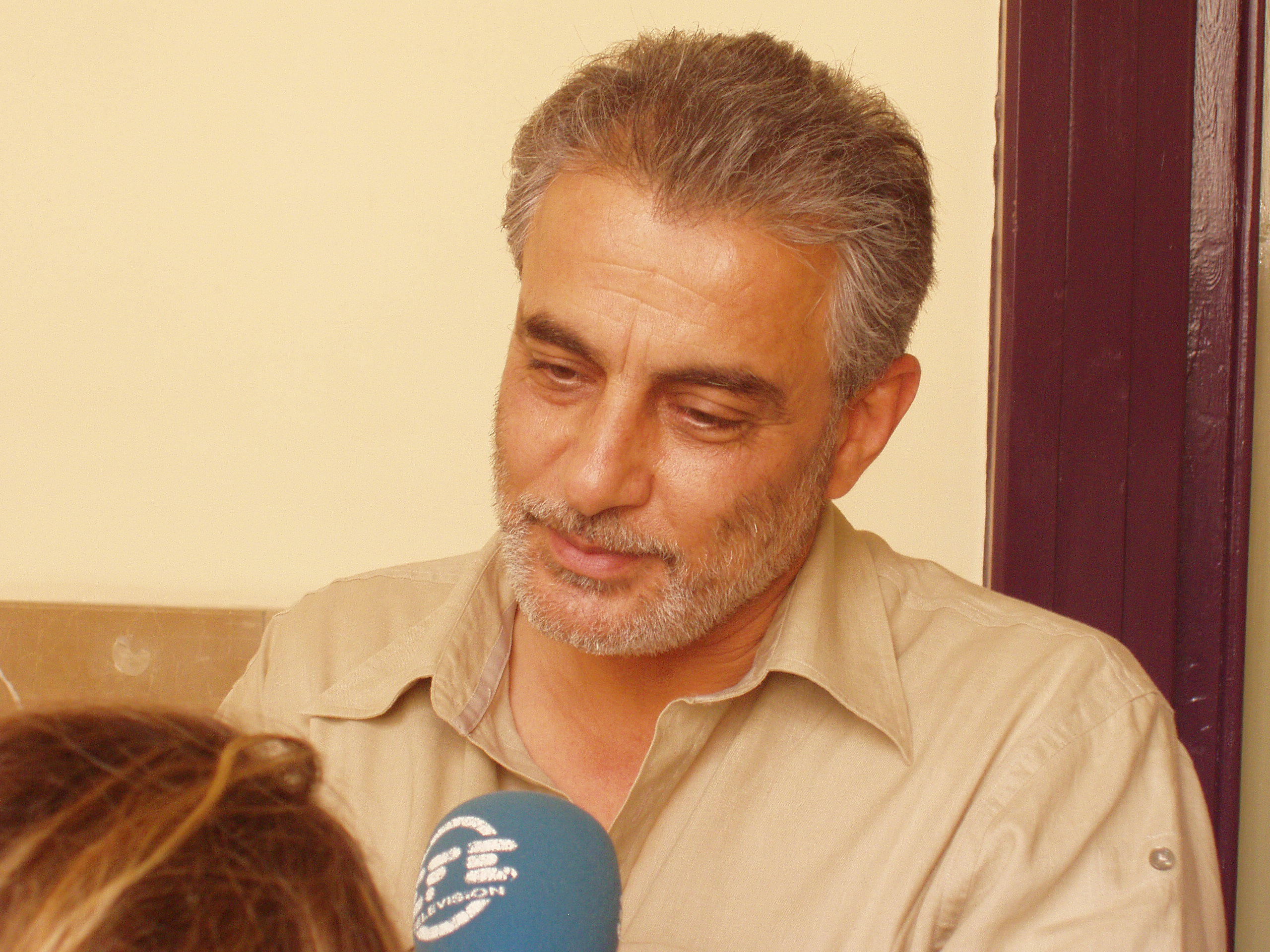
Taisir Alluni (2004)

Taisir Alluni (arabisch تيسير علوني Taisīr ʿAllūnī; * 1955 in Deir ez-Zor, Syrien) ist ein Korrespondent des arabischen Senders Al Jazeera. Er war bis März 2012 in Spanien inhaftiert.
Alluni studierte Wirtschaftswissenschaften in Syrien und ab 1985 in Spanien. 1988 nahm er die spanische Staatsbürgerschaft an. Danach unterrichtete er Arabisch und nahm verschiedene Arbeitsstellen in Ceuta und in Granada an. 1996 begann er, für die Agentur EFE als Experte für die arabische Welt und als Übersetzer zu arbeiten. In dieser Zeit begann auch seine Tätigkeit als freiberuflicher Korrespondent für Al Jazeera. 
1999 schickte ihn Al Jazeera nach Kabul (Afghanistan), wo er sich auch während der Anschläge des 11. September 2001 aufhielt. Alluni blieb auch während der darauf folgenden Militärschläge der USA und Großbritanniens gegen die herrschenden Taliban im Land und war somit während dieser Zeit der einzige ausländische Korrespondent. Seine Fotos von zivilen Opfern, aufgenommen in den mittellosen Dörfern von Afghanistan sowie in den heruntergekommenen Straßen von Kabul, lösten international Empörung über die US-Taten in Afghanistan aus. Es gelang ihm auch, wenige Wochen nach den Anschlägen ein Fernsehinterview mit Osama bin Laden zu führen.
Nachdem das Büro von Al Jazeera in Kabul Opfer eines Bombenangriffs geworden war, verließ Alluni Afghanistan und ließ sich an Al Jazeeras Hauptsitz in Katar nieder. Später war er Korrespondent des Senders in Bagdad während des Irak-Krieges 2003.
Im November 2003 wurde er in Spanien festgenommen mit der Anschuldigung, Mitglied von al-Qaida zu sein und an der Vorbereitung der Anschläge des 11. September 2001 beteiligt gewesen zu sein. Er soll dabei die Rolle eines Geldkuriers für al-Qaida während seiner Zeit in Afghanistan gespielt haben, was er bestritt.
Am 26. September 2005 wurde er von einem spanischen Gericht zu einer Freiheitsstrafe von sieben Jahren verurteilt. Obwohl es ihn vom Vorwurf der al-Qaida-Mitgliedschaft freisprach, sah das Gericht ihn als Helfer der Terrororganisation an. Aufgrund seines bedenklichen Gesundheitszustandes konnte er ab Oktober 2006 den Rest der Strafe im Hausarrest verbringen. Nach der Ablehnung eines Revisionsverfahrens durch ein spanisches Gericht hat der Anwalt Allunis den Fall vor den Europäischen Gerichtshof für Menschenrechte gebracht. Dieser entschied am 17. Januar 2012, dass die Freiheitsstrafe für Alluni nicht rechtens war. Im März 2012 wurde er freigelassen und kehrte nach Doha zurück.